# Svend Asmussen
Svend Asmussen (Copenhague, 28 de fevereiro de 1916 – 7 de fevereiro de 2017) foi um violinista de jazz dinamarquês.
Asmussen cresceu numa família musical, começando aos sete anos a estudar violino. Aos dezesseis anos ele começou a escutar o famoso violinista Joe Venuti e começou a desenvolver seu próprio estilo.
Começou a trabalhar profissionalmente já aos dezessete anos. Logo estava trabalhando na Dinamarca e em cruzeiros acompanhando nomes como  Josephine Baker e Fats Waller. 
Nos anos 50, Asmussen formou o trio Swe-Danes com a cantora Alice Babs e o guitarrista Ulrik Neumann. O grupo tornou-se muito popular na Escandinávia e também fez turnês nos Estados Unidos.
Asmussen também trabalhou com Benny Goodman, Lionel Hampton, e Duke Ellington.
Foi convidado por Duke Ellington para participar da Jazz Violin Session gravada em 1963 com Stéphane Grappelli e Ray Nance. 
Em 1966, Asmussen tocou com Grappelli, Stuff Smith, and Jean-Luc Ponty num "jazz violin summit" na Suíça, gravado ao vivo. 
Participou em  1967 do Monterey Jazz Festival, juntamente com Ray Nance and Jean-Luc Ponty.

## Discografia
- 1946 Svend Asmussen
- 1953 Hot fiddle
- 1955 Svend Asmussen and his Unmelancholy Danes
- 1955 Svend Asmussen and his Unmelancholy Danes, vol. 2
- 1955 Skol!
- 1959 Intimate jazz by two of Europe's favorites
- 1965 Two of a kind
- 1978 Prize winners
- 1983 String swing
- 1983 June night
- 1984 Svend Asmussen at Slukafter
- 1989 Fiddler supreme
- 1999 Fit as fiddle
- 2002 Still fiddling